# La Genétouze (Vendeia)
La Genétouze (até 2017: La Génétouze) é uma comuna francesa na região administrativa da Pays de la Loire, no departamento de Vendéia. Estende-se por uma área de 13,12 km². Em 2010 a comuna tinha 1 993 habitantes (densidade: 151,9 hab./km²).